# 542e division de grenadiers
La 542e division de grenadiers (en allemand : 542. Grenadier-Division ou 542. GD) est une des divisions d'infanterie de l'armée allemande (Wehrmacht) durant la Seconde Guerre mondiale.

## Historique
La 542e division de grenadiers est formée le 8 juillet 1944 comme Sperr-Division 542 sur le Truppenübungsplatz (terrain de manœuvre) de Stablack dans le Wehrkreis I en tant qu'élément de la 29. Welle (29e vague de mobilisation).
Elle est envoyée sur le Front de l'Est à la fin juillet.
Elle est renommée en « 542. Volksgrenadier-Division » le 12 août 1944.

## Organisation

### Commandants
| Date                           | Grade           | Commandant   |
| ------------------------------ | --------------- | ------------ |
| 23 juillet 1944 - 12 août 1944 | Generalleutnant | Karl Löwrick |

## Théâtres d'opérations
- Front de l'Est, secteur Centre : Juillet 1944 - Août 1944

## Ordre de bataille
- Grenadier-Regiment 1076
- Grenadier-Regiment 1077
- Grenadier-Regiment 1078
- Artillerie-Regiment 1542
  - I. Abteilung
  - II. Abteilung
  - III. Abteilung
  - IV. Abteilung
- Füsilier-Kompanie 542
- Divisionseinheiten 1542